# Hawthorne, Kalifornija
Hawthorne je grad u američkoj saveznoj državi Kaliforniji, u okrugu Los Angeles. Godine 2009. imao je 89.979 stanovnika. Od centra Los Angelesa udaljen je 20 km u smjeru jugozapada.
Godine 1905. osnovali su ga poslovni ljudi Benjamin Harding i Harry Lombard i nazvali ga prema američkom piscu Nathanielu Hawthorneu. Naselje je zabilježilo nagli porast populacije i već 1922. steklo je status grada. Hawthorne se nastavio razvijati i širiti, čemu je uvelike pogodovala rastuća zrakoplovna industrija.
Hawthorne je vjerojatno najpoznatiji kao mjesto osnutka sastava The Beach Boys. Dom braće Briana, Carla i Dennisa Wilsona srušen je krajem 1980-ih tijekom rekonstrukcije autoceste Century Freeway.

## Vanjske poveznice
- Službena stranica (engl.)